# Уэйн, Дэвид (актёр)
Дэ́вид Уэ́йн (англ. David Wayne; 30 января 1914[…], Траверс-Сити, Мичиган — 9 февраля 1995[…], Санта-Моника, Калифорния) — американский актёр телевидения, театра и кино.

## Биография
Уэйн родился в Траверс-Сити, штат Мичиган, в семье Хелен Матильды (урождённой Мейсон) и Джона Дэвида Макмикана. Его мать умерла, когда ему было четыре года. Он вырос в Блумингдейле, штат Мичиган.
Уэйн учился в Университете Западного Мичигана в течение двух лет, а затем отправился работать статистиком в Кливленд. Он начал играть в репертуарном театре Шекспира в Кливленде в 1936 году.
Когда началась Вторая Мировая война, Уэйн добровольно вызвался работать водителем скорой помощи в британской армии в Северной Африке. Когда Соединённые Штаты вступили в войну, он вступил в армию Соединённых Штатов.
Первой крупной бродвейской ролью Уэйна была роль Лепрекона в мюзикле «Радуга Финиана», за которую он получил премию «Театральный мир» и первый в истории Тони за актёрскую, вспомогательную или исполнительскую роль (мюзикл). во время появления в пьесе он и его коллега Альберт Шарп были наняты продюсером Дэвидом О. Селзником для роли ирландских персонажей в фильме «Портрет Дженни».
В 1948 году Уэйн был одним из 50 претендентов (из примерно 700), получивших членство в недавно созданной Нью-Йоркской актёрской студии. Он был награждён второй премией Тони за лучшую мужскую роль (драматическую) в постановке «Чайная церемония» и был номинирован как лучший актёр (мюзикл) за выступление «Счастливое время». Он сыграл роль Энсина Пулвера в классической сценической комедии «Мистер Робертс», а также появился в пьесах «Скажи, Дорогая», «После падения» и «Это случилось в Виши».
В фильмах Уэйн чаще всего играл роль второго плана, к примеру в фильме «Ребро Адама». Он изобразил детоубийцу, первоначально сыгранного Питером Лорре, в ремейке M (1951), шанс увидеть его в редкой главной роли, ещё реже в качестве злого персонажа. Уэйн также снялся в четырёх фильмах с Мэрилин Монро (больше, чем любой другой актёр): «Моложе себя и не почувствуешь», «Мы не женаты!», «Вождь краснокожих и другие…» и «Как выйти замуж за миллионера» где у него были сцены с Монро. Снялся в фильме «Нежный капкан» (1955) с Фрэнком Синатрой, Дебби Рейнольдс и Селестой Холм.